# ویکتوریا یوهانسون
ویکتوریا یوهانسون (به انگلیسی: Wiktoria Johansson) (زاده ۸ نوامبر ۱۹۹۶) خواننده سوئدی است.